# Valentin Lavigne
Valentin Lavigne (Lorient, 4 giugno 1994) è un calciatore francese, attaccante del Fleury 91.

## Carriera

### Club
Nel 2011 esordisce con la squadra riserve del Lorient, società in cui aveva giocato anche a livello giovanile, nel Championnat de France amateur, la quarta serie francese; in questa categoria disputa 5 partite senza segnare, mentre nella stagione 2012-2013, chiusa con la retrocessione della squadra in Championnat de France amateur 2 (la quinta serie francese), segna i suoi primi 3 gol a livello di prima squadra giocando in tutto 18 partite. Nella stagione 2013-2014 gioca in CFA 2, dove totalizza 22 presenze e 7 gol arrivando ad un bilancio globale di 57 partite e 10 gol con la maglia della squadra riserve del club bretone.
Nella stagione 2014-2015 fa il suo esordio in Ligue 1 (la massima serie francese), giocando la sua prima partita il 10 agosto 2014 quando subentra a Jouffre all'81' della partita vinta per 2-1 sul campo del Monaco, valevole per la prima giornata del torneo; nell'occasione Lavigne si rivela decisivo per il successo della sua squadra, dal momento che sei minuti dopo il suo ingresso in campo realizza la seconda rete dell'incontro. Continua a scendere in campo anche nei successivi turni di campionato, ed il 30 agosto 2014 realizza una doppietta nella partita vinta per 4-0 in casa contro il Guingamp. Trascorre la seconda parte della stagione 2015-2016 in prestito al Laval, con cui gioca 8 partite in Ligue 2; nella stagione 2016-2017 viene ceduto in prestito al Brest, sempre nella medesima categoria.

### Nazionale
Ha giocato 2 partite amichevoli con la maglia dell'Under-20.